# 沃罗涅日方面军
沃罗涅日方面军是苏德战争中苏联战役战略集团。
1942年7月7日由布良斯克方面军的一部组建而成。曾编入该方面军的部队有第40，第60、第6、第13、第21、第27、第38、第47、第52、第64、第69集团军，第4、第5、第6、第7近卫集团军，第1、第3坦克集团军，第3、第5近卫坦克集团军和空军第2集团军。方面军司令先后为菲利普·戈利科夫中将（1942年7月、1942年10月至1943年3月）、尼古拉·瓦图京中将（1942年7至10月和1943年3至10月）。参加过沃罗涅日—伏罗希洛夫格勒战役、斯大林格勒战役、奥斯特罗戈日斯克-罗索希攻势、沃羅涅日戰役、哈尔科夫战役、库尔斯克会战。1943年10月20日改称乌克兰第1方面军。
1943年3至10月尼基塔·赫魯雪夫曾在该方面军担任军事委员。

## 註腳
1. 1 2 3  王丰秋（2012年），第57页